# 波斯語暨文學研究院
波斯語暨文學研究院（波斯語： (Færhængestan-e Zæban-o Ædæb-e Farsi); Academy of Persian Language and Literature (APLL)）是波斯語的語言監管機構，總部位於伊朗德黑蘭。 它的前身是伊朗研究院（فرهنگستان ایران，Færhængestan-e Iran），由巴列维王朝的創始人禮薩汗於1935年5月20日創立。
波斯語暨文學研究院是波斯語的官方權威機構，並為波斯語以及其他的伊朗語言研究做出貢獻。

## 參閲
- 伊朗学
- 波斯學（英语：Persian studies）
- 阿富汗科學院（英语：Academy of Sciences of Afghanistan）
- 魯達基語言暨文學研究所（英语：Rudaki Institute of Language and Literature）

## 外部連結
- Official site（波斯文）
- AriaDic Persian/English Dictionary with pronunciation （页面存档备份，存于）
- Forough Farrokhzad Poetry in English